# Theodor von Sickel

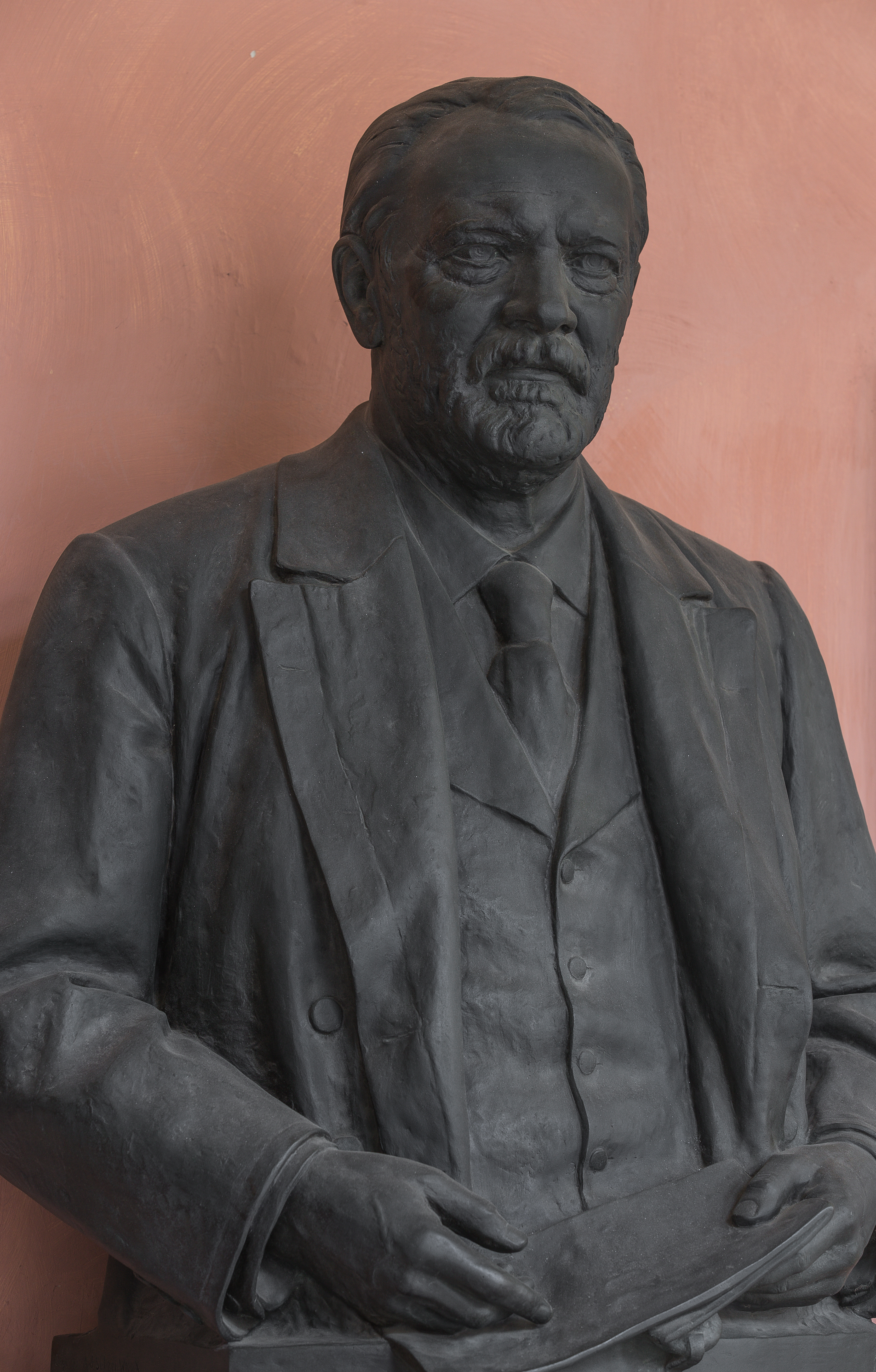
Popiersie na Uniwersytecie Wiedeńskim

Theodor von Sickel (ur. 18 grudnia 1826 w Aken, zm. 21 kwietnia 1908 w Merano) – niemiecko-austriacki historyk. Specjalizował się w historii europejskiej wczesnego średniowiecza, jest uważany za twórcę nowoczesnej dyplomatyki.
W 1850 uzyskał doktorat na Uniwersytecie w Halle oraz École nationale des chartes w Paryżu. W 1857 roku został mianowany profesorem na Uniwersytecie Wiedeńskim, w latach 1869 1891 był dyrektorem Instytutu Austriackich Badań Historycznych, specjalizującym się w dodatkowych dziedzinach nauk pomocniczych historii, takich jak badania historyczne paleografii i chronologii dyplomów (dyplomatyki – krytycznego badania dokumentów). Został uznany za twórcę tej ostatniej dziedziny. Jego staranne i fachowe opracowania wielu średniowiecznych dokumentów, w tym ponad 1300 dokumentów królewskich z X wieku, cieszą się najwyższym uznaniem.
W 1875 roku został członkiem Monumenta Germaniae Historica i w latach 1897-1908 był prezesem Bawarskiej Akademii Nauk. W 1881 roku założył Austriacki Instytut Historyczny w Rzymie. Był jego dyrektorem do 1901 roku. W 1903 odznaczony został Pour le Mérite za Naukę i Sztukę. 

## Wybrane publikacje
- Beiträge zur Diplomatik, 8 tomów, 1861–1882
- Acta regum et imperatorum Karolinorum digesta et ennarata, 2 tomy
- Diplomata regum et imperatorum Germaniae, 2 tomy
- Kaiserurkunden in Abbildungen, 11 części w latach 1890-1891 (współautor: Heinrich von Sybel)
- Römische Berichte, 5 tomów, 1895-1901